# گانیهدیو هورن
گانیهدیو هورن (انگلیسی: Kaniehtiio Horn؛ زادهٔ ۸ نوامبر ۱۹۸۶) یک هنرپیشه اهل کانادا است. نام کوچک او در زبان سرخپوستان موهاک به معنای «برف زیبا» است.
از فیلم‌ها یا برنامه‌های تلویزیونی که وی در آن نقش داشته‌است می‌توان به فناناپذیران، سفر به مرکز زمین، در جاده و مردی در های کسل اشاره کرد.